# Genista radiata
Genista radiata là một loài thực vật có hoa trong họ Đậu. Loài này được (L.) Scop. miêu tả khoa học đầu tiên.

## Hình ảnh

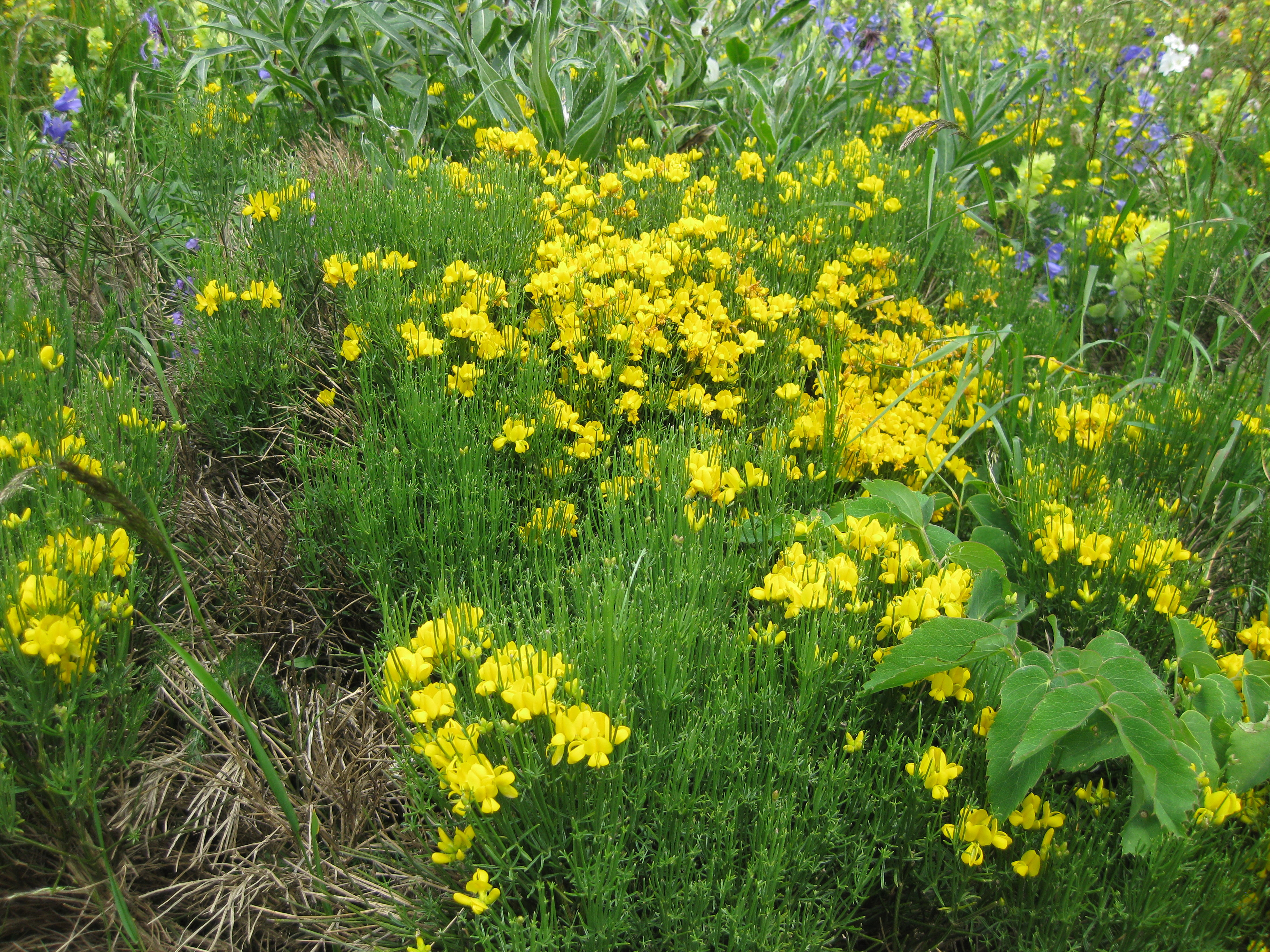
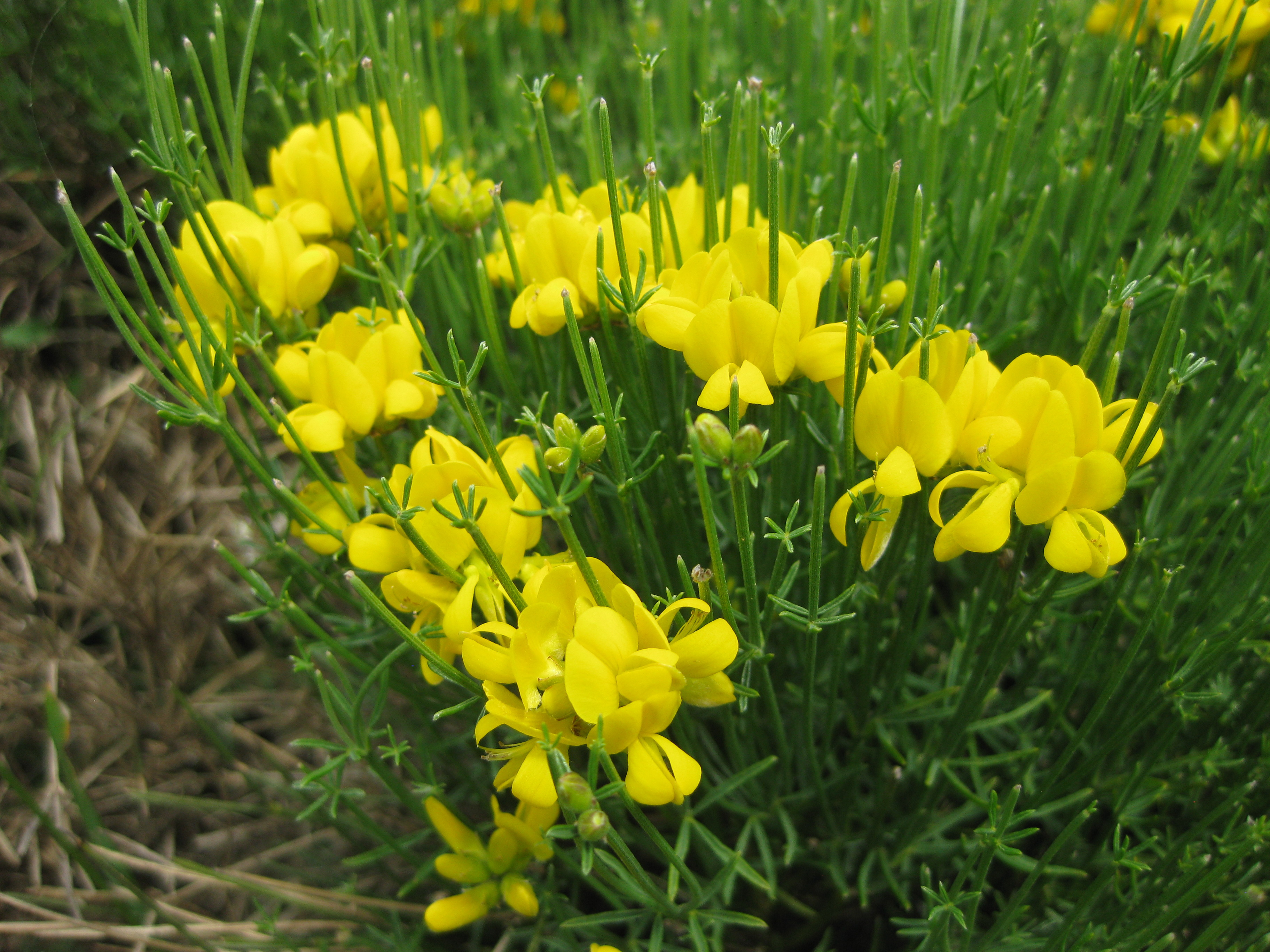
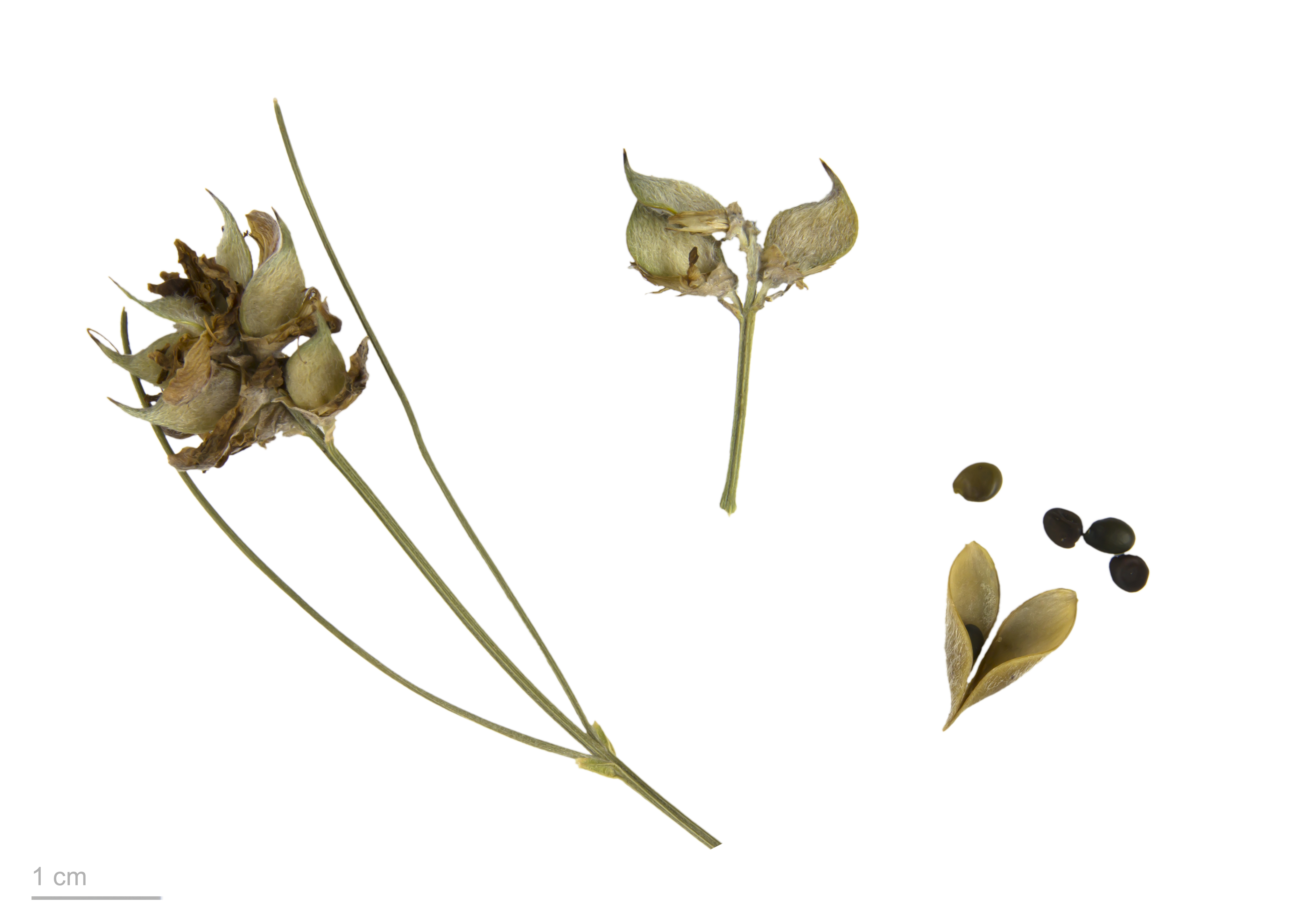
Genista radiata - Museum specimen